# سابا هورفاث
سابا هورفاث (بالمجرية: Horváth Csaba)‏ هو مخترع ومهندس مجري، ولد في 25 يناير 1930 في سولنوك في المجر، وتوفي في 13 أبريل 2004 في نيو هيفن في الولايات المتحدة.